# Провинциальный игрок 2
«Провинциальный игрок 2: Возвращение игрока» — компьютерная игра в жанре квеста с элементами симулятора бильярда, разработанная студией GershWin Research Group и изданная компанией «Акелла» в 2004 году. Продолжение игры «Провинциальный игрок» (1999).

## Игровой процесс
«Провинциальный игрок 2» является игрой в жанре квеста с элементами симулятора бильярда. По сравнению с оригинальной игрой, в игре стало намного больше эротических сцен. Цель игры — накопить на смокинг и попасть на всемирный чемпионат.
В игре представлено два вида бильярда: американка и бильярд с фишками (разновидность фишечного карамболя). Также игроку доступно большое количество мини-игр — блэкджек, дартс, «однорукий бандит» и другие.
В игре использовалась система защиты от копирования StarForce.

## Сюжет
Билли Арт прибывает в Нью-Козюльск, чтобы принять участие в турнире по фишечному карамболю и вычислить шулера.

## Критика
| Русскоязычные издания | Русскоязычные издания |
| Издание               | Оценка                |
| --------------------- | --------------------- |
| Absolute Games        | 40 %                  |
| «Игромания»           | 6/10                  |
| «НИМ»                 | 5/10                  |

Александр Кузьменко в рецензии для «Игромании» поставил игре 6 баллов из 10, отметив, что игра мало чем отличается от предшественницы. Он раскритиковал «непроработанную квестовую часть, блеклых персонажей» и сюжет, однако отметил, что некоторые пародии в игре очень удачны, и признал, что не жалеет о потраченном на игру времени. Александр Васнев из «Навигатора игрового мира» оценил игру в 5 баллов из 10, раскритиковав квестовую часть и юмор, заключив: «коктейль получился посредственным, хотя фанатам первой части он, возможно, и придётся по вкусу». Александр Носков из «Absolute Games» оценил игру в 40 %, раскритиковав все элементы игры, кроме музыки, и порекомендовав её только поклонникам оригинальной игры.